# ФК Уест Хем Юнайтед
Уест Хям Юнайтед (на английски: West Ham United Football Club) е английски професионален футболен клуб. В историята си отборът не е слизал по-долу от втората по престижност дивизия в Англия, печелил е купата на Англия три пъти – през 1964, 1975, 1980, както и вече несъществуващата Купа на носителите на купи през 1965 и Купата Интертото през 1999. Също така печелят и първата Военна купа на Английската футболна лига през 1940. Най-доброто им класиране е от 1986, когато отборът завършва на трето място във Футболната лига, която по-късно през 1992 бива заменена от Висшата лига. Уест Хам също е единственият тим в историята на Висшата лига, който отпада, въпреки че преминава чертата от 40 точки (сезон 2003).
Отборът се завръща във Висшата лига след едногодишна пауза, печелейки баража срещу Блякпул с 2:1. Тази промоция гарантира на клуба приходи от поне 111 милиона паунда. Именно поради тази причина треньорът на тима Сам Алардайс заявява преди мача: „Шампионската лига е двубой за слава. А нашият мач с Блякпул е много по-важен – той е на живот и смърт, той е двубой за оцеляване, той е двубой, който променя съдбата на хора и клубове.“.

## История

### Създаване на клуба
Уест Хем е основан през 1895 година, като в началото носи името „Футболен клуб на железарите и корабостроителите от река Темза“, от където произлиза и прозвището на отбора – „чуковете“, или още „железните“. Тимът играе изцяло аматьорски футбол през 1895, с тим включващ множество работници, като Томас Фриймън (пожарникар), Уолтър Паркс (чиновник), Джони Стюърт, Уолтър Трантър и Джеймс Линдзи (които са казанджии), Уилиям Чапмън, Джордж Сейдж, Уилиъм Чимбърлейн и чиракът Чарли Доув. През 1985 клубът е първият победител в „Благотворителната Купа на Уест Хем“, който се провежда между клубове в местността Есекс. Отборът участва в Лондонската лига през 1896 година, като през сезон 1897/1898 печелят купата на Лондон. Уест Хем влизат в професионалния футбол през 1898 след като намират място във Втората Дивизия на Южната лига, в която завършват на първо място и биват повишени в Първа дивизия само след един сезон. Въпреки че завършват предпоследни следващата година, Уест Хем се установява като един квалифициран и боеспособен отбор. През април 1900 те предотвратяват категорично съпротивата на местния враг Фулъм в мач за оставане в Първа дивизия с 5:1 и така запазват мястото си там. Клубът първоначално играе с изцяло тъмносини екипи, вдъхновени от г-н Хил, който е „син“ възпитаник на Оксфордския университет (награда, която се дава само на най-спортно изявените студенти), но следващия сезон клубът приема комбинацията от небесно-сини тениски и бели шорти, която носи от 1897 до 1899. През 1899 г., Уест Хем одобряват сегашната комбинация от винено-червени тениски с небесно-сини ръкави след бас с играчи на Астън Вила.
„Футболен клуб на железарите и корабостоителите от река Темза“ бива поставен под голямо напрежение след продължителни разногласия, касаещи управлението и финансирането на клуба през юни 1900 и спира съществуването си за няколко дни. Почти веднага (на 5 юни 1900) клубът е възстановен, но под друго име – „Уест Хем Юнайтед“ със Сид Кинг като старши треньор и Чарли Пейнтър като негов помощник. Тъй като корените на клуба са крият в работната класа, феновете на футбола и медиите се обръщат към Уест Хем с прозвището „чуковете“ и по-рядко „железничарите“.
Прероденият клуб продължава да играе своите домакински мачове на Мемориал Граунд, намиращ се в източния квартал на Лондон – Плейстоу, благодарение спонсорството на Арнолд Хилс, но не след дълго се мести на игрище в областта Ъптън Парк, когато тимът официално прекъсва отношенията си с компанията. След като през 1901 остава без официално игрище, на което да играе, тимът се превръща в неустойчив, като играе домакинските си срещи на различни терени на други местни отбори. Въпреки това през 1904 клубът се мести на сегашния си дом – Ъптън Парк, познат още като Болейн Граунд. Първата си среща на новия стадион Уест Хем играе срещу местните съперници от ФК Милуол, като мачът привлича повече от 10 хиляди зрители, а „чуковете“ излизат победители с 3:0.

### Години от първата половина на XX век
В годините до Втората световна война „чуковете“ постигат следните успехи:
- 1917 печелят купата на Лондон.
- Сезон 1922/1923 завършват на второ място във Втора дивизия.
- 1923 губят финал за ФА Къп.
- 1940 печелят Военния шампионат на Английската лига.

### Най-успешните години (1961 – 1989)
Най-запомнящите се години за „чуковете“ са от 1961 до 1974, когато треньор е Рон Грийнуд. Под негово ръководство Уест Хем постига най-големия успех в своята история, печелейки КНК за сезон 1964/65. През годините, в които начело е Грийнуд, „чуковете“ стават носител на ФА Къп за 1964 и губят финала за Купата на Лигата през 1966.
През 1974 година Джон Лиал сменя Грийнуд като старши треньор. Лиал ръководи тима до 1989. За 25 години като мениджър на Уест Хем той продължава да полага усилия за издигането на отбора до един от най-големите в Европа. Под негово ръководство „чуковете“ стават вицешампиони на елитния двустранен турнир за англо-италианската купа от 1975, вицешампион на КНК за сезон 1975/76, както и носител на ФА Къп за 1975 и 1980.

### Близки години
През 90-те години на XX век Уест Хем има както запомнящи се, така и не толкова добри класирания. Отборът изпада в лека криза и това се отразява върху играта на футболистите. Все пак „чуковете“ се съвземат и отборът започва отново да върви напред. В последния сезон на Висшата лига на Англия, Уест Хем завършва на 9-о място. Големият успех на тима през сезон 2005/06 обаче е финалът за ФА Къп, загубен драматично от Ливърпул след изпълнение на дузпи.
През февруари 2014, Уест Хем Юнайтед обявява, че ще продаде „Болейн Граунд“ на фирма предприемач „Galliard Group“, след като преместването на Олимпийския стадион бъде завършено. В последния си мач след 112 години на „Ъптън парк“, Уест Хем отбелязват напускането на дома си с победа над Манчестър Юнайтед с 3:2.
През 2016 година, Уест Хем Юнайтед се мести на бившия Олимпийски стадион, наречен „Лондон Стейдиъм“, който е с капацитет от 66 000 места.

## Постижения
Европейски първенства
- КНК:
  - Шампион: 1964 – 1965
  - Вицешампион: 1975 – 1976
- УЕФА Интертото
  - Шампион: 1999 – 2000
- Лига на конференциите:
  -  Шампион (1): 2022/23

Вътрешни първенства
- ФА Къп
  - Шампион: 1964 – 1965, 1974 – 1975, 1979 – 1980
  - Вицешампион: 1922 – 1923, 2005 – 2006
- Дивизия две
  - Шампион: 1957 – 1958, 1980 – 1981;

## Състав

### Настоящ състав
Към 15 август 2025 г.

## Български футболисти
- Светослав Тодоров: 2001/02 - (14 мача - 1 гол)